# Rund um die Nürnberger Altstadt 2007
Il Rund um die Nürnberger Altstadt 2007, diciassettesima edizione della corsa, valido come evento dell'UCI Europe Tour 2007 categoria 1.1, si svolse il 16 settembre 2007 su un percorso di 143 km. Fu vinto dal tedesco Fabian Wegmann, che terminò la gara in 3h 05' 21" alla media di 46,2 km/h.
Al traguardo 115 ciclisti portarono a termine il percorso.

## Ordine d'arrivo (Top 10)
| Pos. | Corridore            | Squadra         | Tempo    |
| ---- | -------------------- | --------------- | -------- |
| 1    | Fabian Wegmann       | Gerolsteiner    | 3h05'21" |
| 2    | Olaf Pollack         | Wiesenhof       | a 1"     |
| 3    | Sven Krauß           | Gerolsteiner    | s.t.     |
| 4    | Stefan Heiny         | Differdange     | s.t.     |
| 5    | Nico Graf            | Thüringer       | s.t.     |
| 6    | Daniel Musiol        | Wiesenhof       | s.t.     |
| 7    | Michael Vanderaerden | Davitamon       | s.t.     |
| 8    | Harald Morscher      | Volksbank       | s.t.     |
| 9    | Robert Retschke      | Wiesenhof       | s.t.     |
| 10   | Martin Hebík         | Heinz Von Heid. | s.t.     |